# Federația Andorreză de Fotbal
Federația Andoreză de Fotbal (în catalană Federació Andorrana de Futbol; FAF) este forul conducător al fotbalului andorrez. Organizează Primera Divisió și Cupa Andorei.